# Living on an Island
Singles de Status Quo
Whatever You Want
(1978) What You're Proposing
(1980)
Living on an Island est le deuxième single issu de l'album de Status Quo, Whatever You Want. Il est sorti le 16 novembre 1979 sur le label Vertigo Records et a été produit par Pip Williams.

## Historique
Cette chanson fut écrite par Robert Young et Rick Parfitt alors que ce dernier habitait sur l'île de Jersey pour échapper au fisc anglais. cette chanson est une ballade dans laquelle Rick évoque la solitude de vivre sur cet ile, l'attente de l'arrivée d'un ami avec qui faire la fête, et aussi la drogue (Get High). Rick chantera cette chanson.
Ce single est le seul du groupe à sortir aux États-Unis depuis 1968. Il sortira sous le label Riva mais n'entrera dans aucun chart.

## Liste des titres
- Face A : Living on an Island (Rick Parfitt, Robert Young) - 3:54
- Face B : Runaway (Francis Rossi, Bernie Frost) - 4:32

## Musiciens
- Francis Rossi: guitare solo
- Rick Parfitt: chant, guitare rythmique
- Alan Lancaster: basse
- John Coghlan: batterie

## Charts
| Date       | Chart            | durée du classement | Position |
| ---------- | ---------------- | ------------------- | -------- |
| 22/12/1979 | UK Singles Chart | 10 semaines         | 16e      |
| 07/01/1980 | Single Top 100   | 15 semaines         | 38e      |